# 神品機密

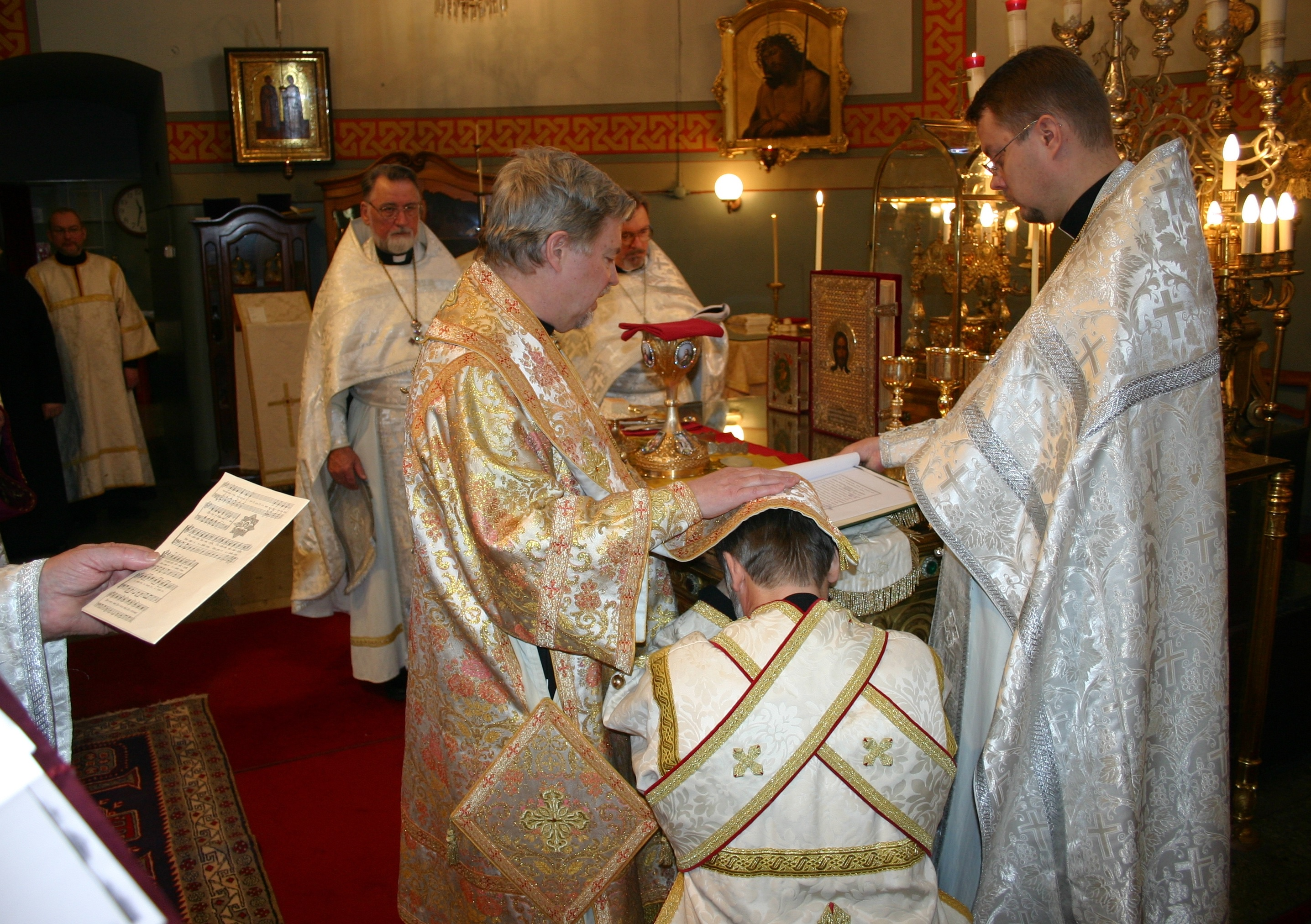
至聖所での輔祭叙聖の場面。叙聖される新輔祭は宝座前に跪き、その頭の上に主教が手を置いて（按手して）いる。宝座の上に祈祷書を広げて主教に見せているのは司祭。宝座向こう側に同様の祭服を着用した司祭が二人いる。（フィンランド正教会）

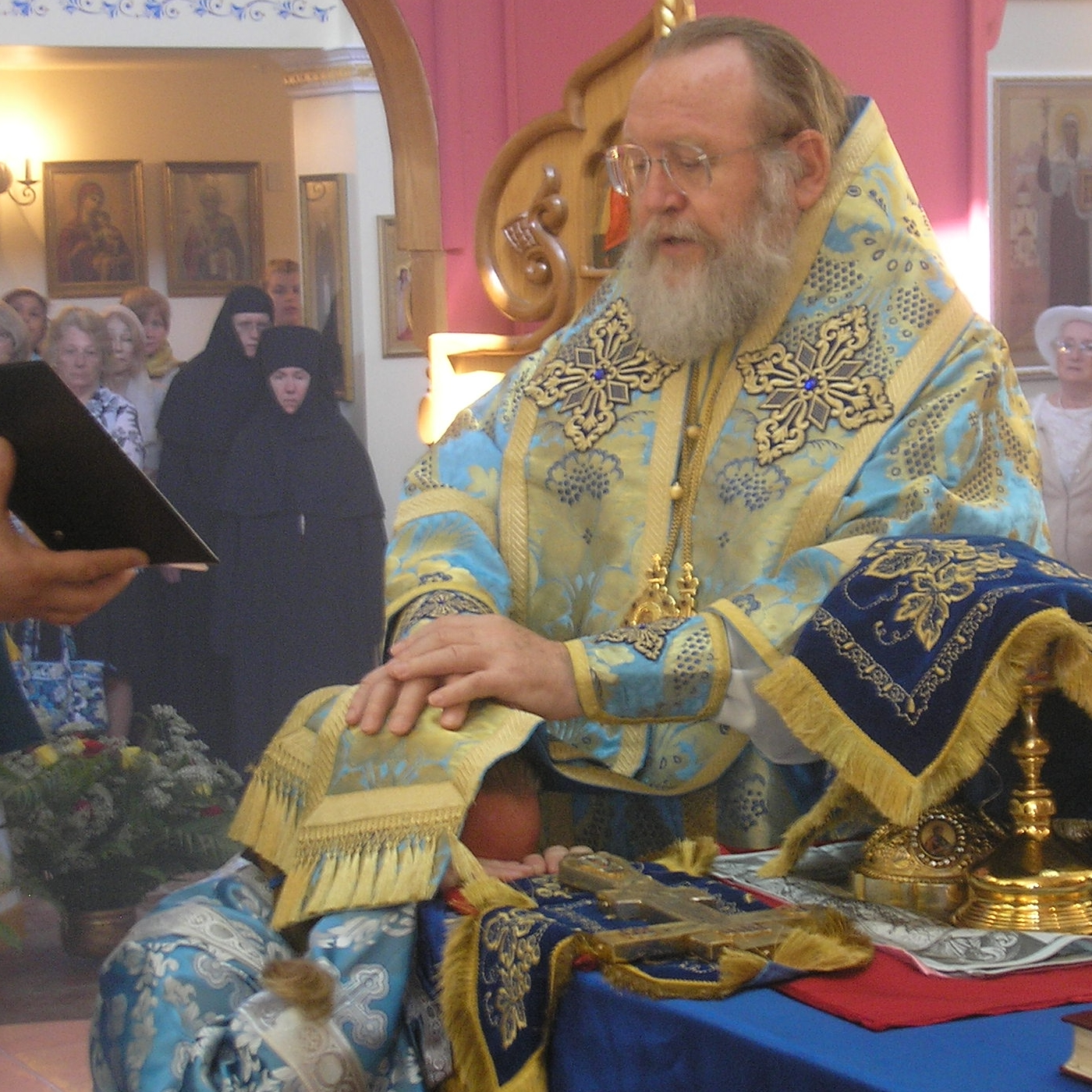
至聖所での司祭叙聖の場面。叙聖される新司祭は宝座前に跪き、その頭の上に主教が手を置いて（按手して）いる。（在外ロシア正教会）

神品機密（しんぴんきみつ、ギリシア語: Ιερωσύνη, ロシア語: Священство, 英語: Holy Orders）とは、正教会において神品（主教・司祭・輔祭）を任ずる機密のこと。主教が神品機密を執行して新たに神品に任ずることを叙聖（じょせい）という。聖体礼儀において行われる。
正教会の聖職者・教役者のシステム・位階については神品 (正教会の聖職)・教衆を参照。
カトリック教会における叙階（じょかい）の秘跡に相当する。

## 神品・神品機密
正教会の聖職者は神品（しんぴん）と呼ばれる。神品には主教、司祭、輔祭の三職がある。
神品はいずれもイイスス・ハリストス（イエス・キリスト）の代役や代理人ではなく、ハリストスの臨在を証する役割を果たすと位置付けられる。
神品は主教が神品機密を執行して任じる。執行の際には主教が新しく叙聖される者の頭の上に手を置く（按手）。主教は教会の監督役であり、そのさらに上位の教役者はおらず、新しい主教は複数の主教によって叙聖される。
神品機密は聖体礼儀の中で行われる。それぞれの教役ごとに、聖体礼儀のどの部分で神品機密を執り行うかが定められており、一日で二つ以上の役に叙されることは起こりえない。神品機密のなかでは、主教が教役者を任じたのち、教衆・信徒が三度「アクシオス」（ギリシア語で「適任」の意）と唱えて承認を示す。

## 「叙聖」と「昇叙」
神品機密が執行されて、主教、司祭、輔祭とされることを「叙聖」（じょせい）という。この際、
- 「主教甲が乙を叙聖する」
- 「（主教甲によって）乙が主教（ないし司祭、輔祭）に叙聖される」

などと記述する（「神品機密する」「神品機密される」とは言わない）。
これに対し、「昇叙」（しょうじょ）とは、
- 主教（→大主教）→府主教[注釈 1]
- 修道司祭→典院→掌院
- 司祭→長司祭→首司祭
- 輔祭→長輔祭→首輔祭

というように、主教品・司祭品・輔祭品の、それぞれ三職内で称号が与えられる場合に使われる用語である。この際主教によって行われるのは神品機密ではなく昇叙の祝福である（ただし昇叙も聖体礼儀の中で行われる）。

## 叙聖前の婚配による妻帯司祭・妻帯輔祭
輔祭および司祭は妻帯を許される。ただし神品機密を受けた後に妻帯することは出来ない。死別の場合の再婚も許されない。
正教徒の習慣として、司祭の敬称である「神父」に対し、神品の妻は各国語で母を意味する言葉で呼ばれる。日本の場合ロシア語由来の「マトシカ」（マトーシュカはロシア語で「お母さん」）が用いられる。マトシカは正式な教会の役職ではないが、多くの信徒コミュニティにおいて一定の尊敬を払われている。

## 主教・修道司祭
中世以来、正教会では、修道士のみが主教となることができる（「フォティオス」の項を参照）。逆に修道士とならないものは、妻帯するのが一般である。妻帯司祭が妻と死別した後、修道士となる場合もある。
高位の修道司祭の位として掌院（しょういん）と典院（てんいん）がある。
掌院は元来修道院を監督する職を意味する。ドストエフスキーの『カラマーゾフの兄弟』に登場するゾシマ長老はしばしば掌院の理想像であるといわれる。現在の正教会では、主教に叙される前に掌院に任ぜられるのが慣例である。